# Psorophora santamarinai
Psorophora santamarinai is een muggensoort uit de familie van de steekmuggen (Culicidae). De wetenschappelijke naam van de soort is voor het eerst geldig gepubliceerd in 2000 door Broche.